# Filotas
Filotas (grekiska: Φιλώτας), död oktober 330 f.Kr., var Parmenions äldste son och högsta befäl över "kamratkrigarna". Filotas blev 330 f.Kr. anklagad för att ha konspirerat mot Alexander den store och dömdes till döden.